# Académie des beaux-arts de Kinshasa
Pour les articles homonymes, voir Académie des beaux-arts.
L’Académie des beaux-arts de Kinshasa (ABA) est un institut d'enseignement des arts visuels et des arts appliqués. 
L'ABA enseigne les arts graphiques (architecture d’intérieur et communication visuelle) et les arts plastiques (céramique, métal battu, peinture et sculpture).

## Histoire
En 1943, l'ABA est fondée comme une école Saint-Luc à Gombe Matadi dans la province du Bas-Congo par le missionnaire belge Marc Wallenda. En 1949, l'école est transférée à Léopoldville (Kinshasa) et est renommée Académie des Beaux-Arts en 1957. La réforme de l’Enseignement supérieur et universitaire au Zaïre, ordonnance-loi no 01-170 du 7 octobre 1981, intègre l’Académie des beaux-arts dans l'ensemble des instituts supérieurs techniques nationaux.
Elle est située dans la commune de la Gombe et est à cheval entre l'avenue de la libération, l'avenue de la science, l'avenue de la rivière. Elle héberge aussi le Musée national de Kinshasa et l'Institut supérieur d'architecture et urbanisme.
Elle a été sollicitée à plusieurs reprises pour la réalisation de monuments par le président Mobutu Sese Seko[réf. nécessaire].

## Personnalités artistiques liées à cet institut
- Lufwa Mawidi (1925-2015), ancien étudiant, sculpteur
- Mukendi Kanda (1940), ancien enseignant de cet organisme, sculpteur puis artiste-maquettiste
- Nginamau Lukiesamo (1940), ancien étudiant, sculpteur
- François Tamba Ndembe (1942), ancien étudiant, sculpteur
- Ndoki Kitekutu (né en 1946), ancien étudiant, artiste peintre, poète et romancier
- Henri Kalama Akulez (1973), ancien étudiant, artiste peintre
- Chéri Chérin (1955-), ancien étudiant, artiste peintre
- Pat Masioni (1961-), ancien étudiant, dessinateur de BD
- Alain Kojelé (né en 1975), ancien étudiant, artiste peintre, illustrateur, dessinateur et BD
- Gosette Lubondo (née en 1993), ancienne étudiante, photographe